# 333年
| 千纪： | 1千纪                                                                                           |
| 世纪： | 3世纪 \| 4世纪 \| 5世纪                                                                         |
| 年代： | 300年代 \| 310年代 \| 320年代 \| 330年代 \| 340年代 \| 350年代 \| 360年代                       |
| 年份： | 328年 \| 329年 \| 330年 \| 331年 \| 332年 \| 333年 \| 334年 \| 335年 \| 336年 \| 337年 \| 338年 |
| 纪年： | 癸巳年（蛇年）；成汉玉衡二十三年；东晋咸和八年；前凉建兴二十一年；后赵建平四年                  |

## 大事记
- 后赵皇帝石勒驾崩，石弘继位，石虎掌权。石勒遗孀刘太后未能铲除石虎，被石虎废杀。
- 成漢李雄再派李壽進攻朱提，任命費黑、仰攀為先鋒，又派鎮南將軍任回征伐木落，分散寧州的援兵。寧州刺史尹奉投降，於是佔有南中地區。

## 逝世
- 8月17日，石勒
- 刘皇后 (后赵明帝)